# سوریبا سوماه
سوریبا سوماه (انگلیسی: Soriba Soumah؛ ۱۹۴۶ – ۱۱ ژوئن ۲۰۰۴) بازیکن فوتبال اهل گینه بود.
از باشگاه‌هایی که در آن بازی کرده است می‌توان به باشگاه فوتبال هافیا اشاره کرد.
وی همچنین در تیم‌های ملی فوتبال گینه، و گینه، بازی کرده است.